# Mastodon
Mastodoni (znanstveno ime Mammut) so člani izumrlega rodu mammut iz reda trobčarjev. Besedi mammut in mammuthus sta si podobni, a v enem primeru gre za rod mamutov, v drugem primeru pa gre za rod mastodontov. Mamuti in sodobni sloni sodijo v družino elephantidae, mastodoni pa sodijo v družino mammutidae.

## Razširjenost in izumrtje
Mastodoni so bili razširjeni po vsej severni Ameriki, predvsem v gozdovih na vzhodu. Izumrli so približno 5.000 let pred našim štetjem. Mastodone je verjetno iztrebil človek, novejše raziskave pa kažejo, da je mastodone ogrožala tudi tuberkuloza.

## Značilnosti
Mastodoni so imeli podolgovato čokato telo, podolgovato glavo in naprej uperjene okle, ki niso bili veliko bolj ravni, kot pri mamutih. Za razliko od mamutovega zobovja, ki je bilo bolj prilagojeno prehranjevanju s travo, je bilo zobovje mastodona prilagojeno za prehranjevanje z vejami in listi.